# プラカノーンのメー・ナーク

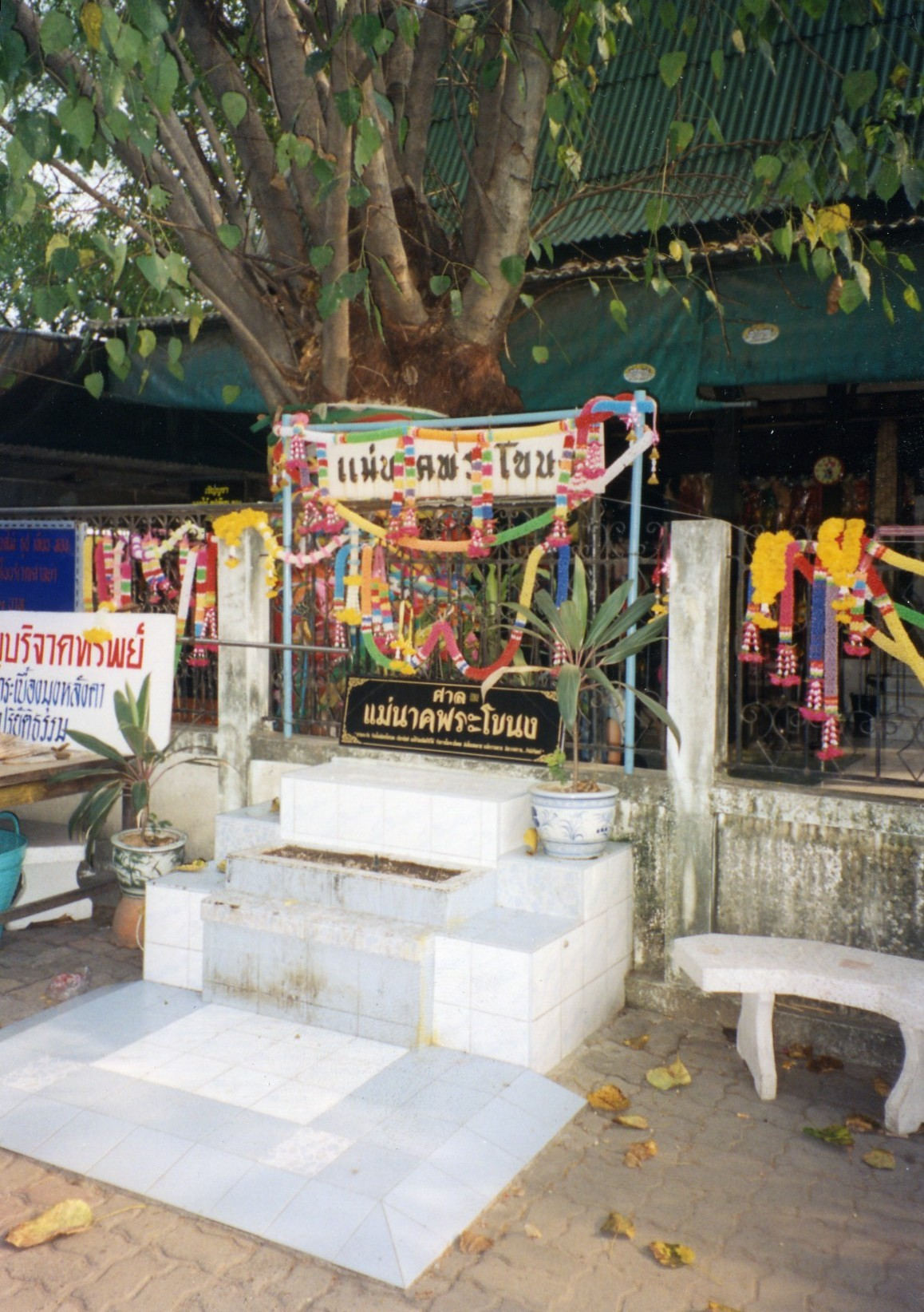
プラカノーンのメー・ナーク廟（ワット・マハーブット）

プラカノーンのメー・ナーク（แม่นากพระโขนงあるいはแม่นาคพระโขนง）とはタイのバンコクに伝わる民話の主人公である。メー・ナーク（ナークお母さん）という人物は地元バンコクでは実在の人物と考えられており、その死後、夫恋しさのあまりにピー（精霊）となって現れ、プラカノーンの村に災いをもたらしたとされている。いわゆるピー・プラーイ（難産で死亡した女性の霊で、悪霊とされている）である。地元の人以外ではナーン・ナーク、あるいはナン・ナーク（นางนาก、ナンナーク、ナーク夫人）という名で親しまれている。

## 物語

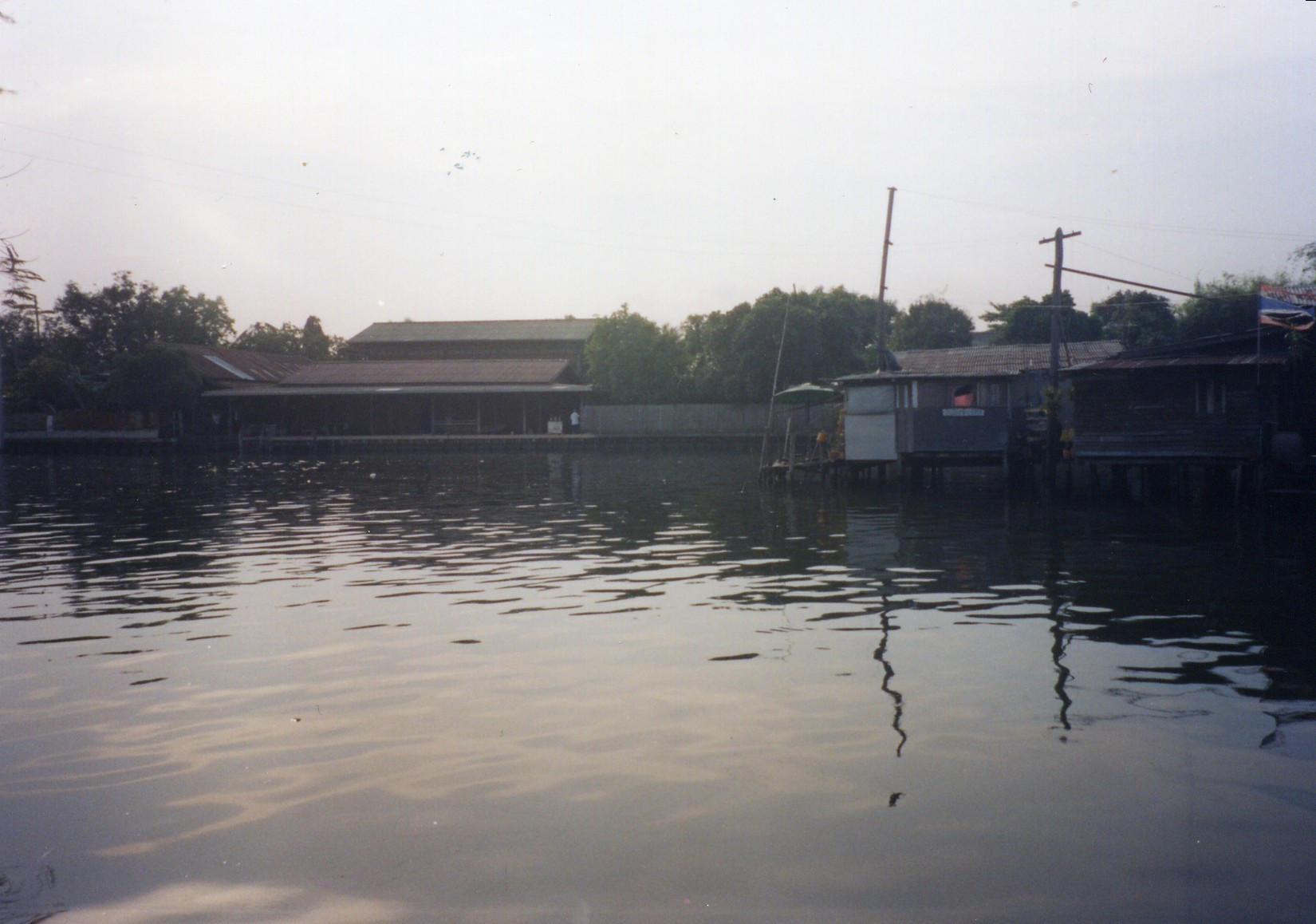
ナークの骨が捨てられたとされるワット・マハーブット前の運河

話の舞台はチャクリー王朝初期である。主人公のナークは村長の娘、その恋人マークは村長の庭師として働く貧しくも働き者の男だった。二人の恋は夜の営みを行うまでになったが、そのことを聞いた村長は娘を庭師から遠ざけるようになり、金持ちの中国人と娘の縁談を進めた。それを知ったナークは家出をしてマークと結婚した。
その後ナークは妊娠するが、時を同じくしてマークは徴兵される事となり村から出ることとなった。その際、親友のトゥイと老夫婦のター・ミー（ミーじいさん）とヤイ・マー（マーばあさん）にナークの面倒を見させることとなった。その後ナークは産気づいたが、ター・ミーとヤー・マーの助産もむなしく、難産でおなかの子共々死亡した。ピー・プラーイになるのをおそれ、ター・ミーとヤー・マーはナークを手厚く葬った。
一方兵役中のマークは戦場の駐屯地で、夫への愛情と未練からピー・プラーイになったナークとその赤ん坊に出会う。マークはナークに家を空けて来たことを叱った後、家族で一緒に夜を過ごしたが、朝になるとナークと赤ん坊は消えていた。それから長からずの時を経て兵役を終了したが、帰ってトゥイと話したところ「ナークは死んだ」という。マークは「ナークと戦場で会っている」と主張して口論になった。
マークとトゥイがマークの家に行くと何事もなかったかのようにナークは家で仕事をしていた。マークはトゥイから「あれはピーで、呪い殺される」と忠告を受けたが、それを聞いたナークは反対に「トゥイは私とマークの間を割こうとしている」と言い返した。
その後しばらく2人は一緒に過ごしていたが、ある日ナークは唐辛子を砕く杵を取り落とし、尋常の人間ではできないほど長く手を伸ばして縁側に腰掛けたままそれを取り上げる。マークはそれを目にして驚き、ワット・マハーブットという寺院に駆け込み僧に助けを求める。しかし僧達は経を唱えるのが精一杯で何もできずにいた。その間にもナークはどんどん凶暴になっていき、近づいた人を手当たり次第呪い殺した。
その時、どこからともなくネーン・チウ（チウ少年僧）と呼ばれる高徳で霊感の強い少年僧が現れ、ナークを退治した。その骨は骨壺に収められ運河に投げ捨てられた。

## 後日談
ナークの骨は霊力があるとして額の一部分が切り取られ、貴重なプラクルアン（お守り）がネーン・チウによって作成されたとする話もある。それがラーマ5世（チュラーロンコーン王）の息子、チュムポーン親王（あるいはアパコーンケートウドムサック親王）に帰しその後所有者を転々としたが、今は消息不明であるとする逸話も存在する。
話の舞台となったワット・マハーブット (วัดมหาบุศย์) は現存しており一般にワット・メーナークプラカノーン (วัดแม่นากพระโขนง) と呼ばれている。所在地はバンコクのスワンルワン区であり（プラカノーン区も存在するが、当時は現在のスワンルワン区も含めてプラカノーンと呼ばれていた）、村ではなくバンコクの市街地の中に紛れ込んでいる。
一般に、心霊スポットとしてバンコク都民からは怖がられたり、興味本位で訪れたりされることがあるが、実際は、ナークが霊になってまで夫の留守番をしたという伝承から、出征前の軍人が留守の間に家に悪いことが起こらないようにと願う場所である。

## 受容
物語本体は怪談ではあるが、モームルワン＝マーニット・チュムサーイがその著作『THAI FOLKTALE』でこの物語を紹介し副題として"or Love Never Dies"と称しており、また、タイのユーロビートグループ"Siam Millenium"が"Nang Nak"という曲の中でナークのマークに対する愛を歌っていることなどから分かるように、「夫に対する愛情のあまり、幽霊となって出てきた」という「切ない恋愛」という要素も大きな主題となっている。このためタイに於いては何度か映画化されており、日本でも一部が『ナンナーク』として紹介された。また、2003年にはバンコク・オペラのソムタウ・スッチャリッタグンがオペラ『メー･ナーク』を上演した。